# Julien Chièze
Julien Chièze, né le 8 février 1980, est un animateur, vidéaste web, rédacteur français dans le domaine des jeux vidéo.

## Biographie
Julien Chièze commence sa carrière dans le milieu du journalisme consacré aux jeux vidéo en 1997, en tant que pigiste pour divers magazines spécialisés dont Joypad (sous le pseudonyme Gollum) et PlayStation Magazine, alors qu'il n'a que 17 ans,,. En 2002, en parallèle de son activité de rédacteur, il rejoint l'équipe de l'émission Game Zone en tant que chroniqueur sur la chaîne Game One, puis participe à l'émission Le Big Show. Après son départ de la chaîne en 2006, Julien Chièze crée le site web Gameblog avec d'anciens journalistes de Joystick, Joypad et PlayStation Magazine, entre autres, où il s'occupe des podcasts et publie divers tests ou articles de presse. En 2011, il crée Spootnix, une agence dont l'activité est l'« événementiel » et la « communication dans le secteur du jeu vidéo. » En 2013, il devient rédacteur en chef de Gameblog, puis sera licencié en avril 2017,. Après cela, il décide en 2017 de se consacrer à sa chaîne YouTube, où il présente les émissions Je vous en parle (format hérité de ce qu'il faisait déjà chez Gameblog) et Le bistro du jeu vidéo, et poste des vidéos quotidiennement, afin d'être le plus proche de l'actualité. Il anime aussi des lives #CaroJu avec Carole Quintaine, dans lesquels ils décortiquent les événements en direct, tels que l'E3, la Gamescom, le Tokyo Game Show ou encore les Game Awards. Il est aussi occasionnellement présent en tant qu'invité dans l'émission Retro Game Test. En 2021/2022, il apparaissait plusieurs fois sur la Web-TV LeStream pour traiter du jeu. En 2020, Julien Chièze s'essaie au doublage en prêtant sa voix au personnage Kliff du jeu No Straight Roads.

## Vie privée
Julien Chièze était en couple avec Carole Quintaine, gagnante de la saison 2 de l'émission Opération séduction en 2003, puis ancienne rédactrice chez Gameblog, et youtubeuse. Ils se marient en 2019 et ont un enfant la même année,,,.
Ils annoncent leur séparation en septembre 2024 à la fin d'un live YouTube couvrant l'annonce de la Playstation 5 Pro, mais continuent de collaborer occasionnellement pour les vidéos.

## Controverses
Le 30 novembre 2012, à la suite du « DoritosGate » au Royaume-Uni, Arrêt sur images diffuse une émission traitant de la déontologie dans le milieu français du journalisme vidéoludique, animée par Daniel Schneidermann. Julien Chièze, invité en tant que cofondateur de Gameblog, affirme que « la rédaction est à cinq sur cinq indépendante [et qu']aucune des pressions des éditeurs [de jeux] n'est prise en compte. » Ivan Gaudé, directeur de la publication de Canard PC, estime pour sa part que le DoritosGate est « un phénomène typiquement anglais » qui concerne « toute la presse britannique » où il y a « une espèce de connivence voire de corruption qui est flagrante depuis une dizaine d'années. [Les britanniques] ont des comportements qui sont pas du tout les mêmes que les nôtres. [...] En France il y a des problèmes, mais pas à ce niveau-là. » Julien Chièze se dit « totalement d'accord » et ajoute qu'on retrouve aussi cela « au Japon, [où les éditeurs de jeux] demandent d'abord de lire les papiers pour les valider. [Cela] ne se passe pas en France [et] à Gameblog on [ne l']accepterait pas. » Chièze admet cependant que « des conflits d'intérêts peuvent émerger, mais que tous ne sont pas du même degré, [selon qu']il y a transparence ou volonté de [dissimuler]. »
Le 6 décembre 2012, Arrêt sur images relève « un exemple de mélange des genres » : en 2011, « Julien Chièze a été invité sur France Inter pour parler d'un jeu [...] qu'il devait présenter officiellement le jour même contre rémunération de l'éditeur, [sans que ce ne soit souligné] à l'époque sur Inter,. » Concernant ce genre de « ménages », Julien Chièze rétorque que même s'il est « journaliste de fait », il se voit plutôt comme un « ménestrel » du jeu vidéo ; il se défend de posséder une carte de presse, et ajoute : « lorsque je présente un jeu, je m'impose comme règle de ne jamais [en] faire le test, ce qui n'est pas le cas dans d'autres sites, par exemple sur Gamekult. » Interrogé sur son auto-entreprise Spootnix, « avec laquelle [il vend ses] prestations à un certain nombre de fabricants », Chièze répond qu'il l'a créée pour des raisons financières et de transparence, et que l'entreprise est inactive depuis 2013,.
En mars 2015, Julien Chièze publie une photo réunissant des membres de plusieurs rédactions, dont Gamekult, dînant ensemble lors d’un voyage de presse au Japon payé par Sony. La photo relance la polémique autour de l’indépendance des médias vidéoludiques et ravive, selon Le Monde, une « rivalité sourde » entre Gameblog et Gamekult, qui « cultive plutôt une image d’indépendance dans le secteur ». Thomas Cusseau, rédacteur en chef de Gamekult, affirme ensuite qu'il « déconseille aux membres de la rédaction depuis un an d’être pris en photo avec Julien Chièze [en raison de sa réputation] et de participer aux contenus de Gameblog [...] ou de parler de Gameblog sur les réseaux sociaux » pour préserver l’image de Gamekult et son besoin de « différenciation » éditoriale. Julien Chièze réagit à ces propos qui sont, selon lui, « assimilables à de la discrimination », et dénonce « l'acharnement » et le « harcèlement » dont sa compagne et lui font l'objet sur un forum de Gamekult, notamment,,,.
Selon Martin Lefebvre de Merlanfrit, « on peut tout de même se demander dans quelle mesure M. Chièze ne tient pas lieu de bouc-émissaire à une profession qui peine à se remettre en question » ; Usul, chroniqueur pour Jeuxvideo.com, note pour sa part que « souvent, ceux qui se mettent à critiquer la presse jeu vidéo tombent sur lui directement. C'est l'arbre qui cache la forêt. » Usul publiera pourtant plus tard un épisode de l'émission humoristique 3615 Usul titré « l'indépendance », où un personnage nommé Hubert semble être la caricature de Julien Chièze et des controverses qui lui sont liées,,,.